# Flintlås

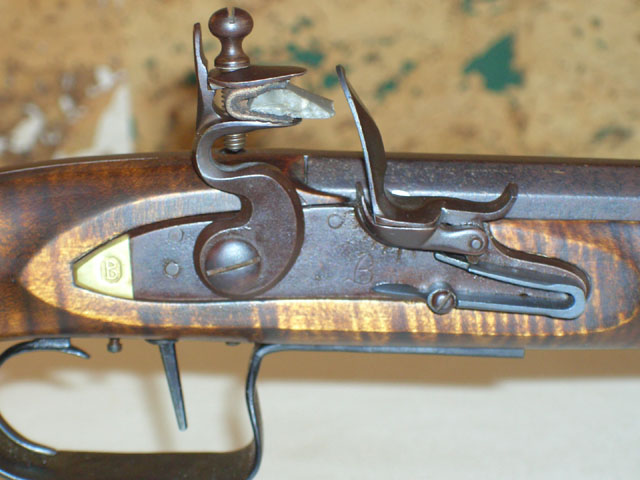
Flintlås.

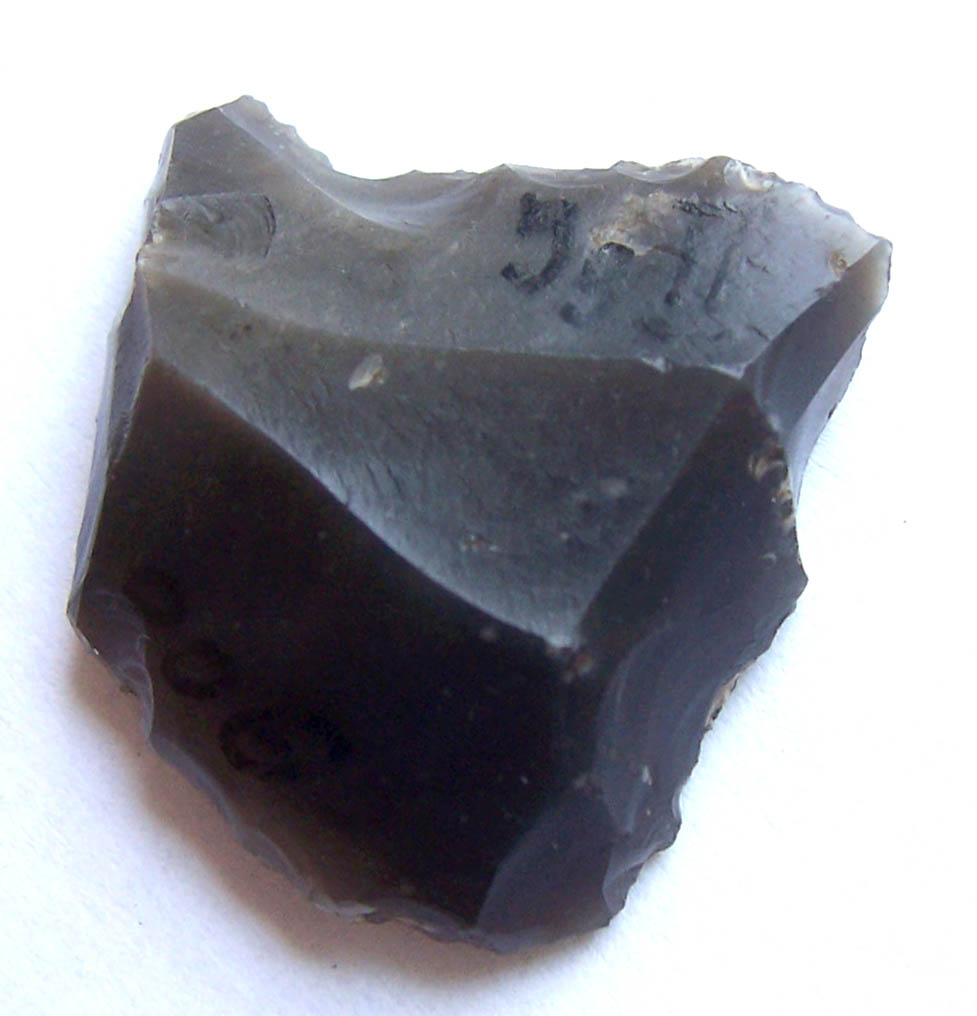
Flintsten (bössflinta) för flintlåsvapen, från 1600-talet.

Flintlåspistol.

Flintlås är en mekanism som används för att avfyra ett eldvapen. Det är en förbättring och utveckling av snapplåset. 
Flintlåset konstruerades av den franske vapensmeden Marin de Bourgeoys i början av 1600-talet. Likt snapplåset utnyttjade flintlåset en bit flintsten som slogs mot ett eldstål, men flintlåset var både funktionssäkrare och mer skyddat från yttre påverkan än dess föregångare.

## Flintlåset i Sverige
I den svenska armén och flottan under det stora nordiska kriget 1700–1721 blev flintlåset efterhand alltmer vanligt och ersatte i de flesta fallen hjullåset och luntlåset på många förband.
Med små förändringar förblev flintlåset den förhärskande låsprincipen fram till dess att slaglåset uppfanns kring 1815.